# Битка при Лютцен
Битката при Лютцен (16 ноември 1632 г.) се води между католическата имперска армия на Албрехт фон Валенщайн и протестантската армия от шведи и германци, командвана от шведския крал Густав II Адолф в хода на Тридесетгодишната война (1618-1648 г.).

## Предистория
След като през 1630 г. шведите нахлуват в Германия, постепенно успяват да надделеят над католиците и да обърнат хода на войната. Ключовата победа е тази при Брайтенфелд. Оттам нататък Густав Адолф не възнамерява да изпуска инициативата. Той нахлува в Южна Германия и през април 1632 г. отново разгромява имперските сили при река Лех. Самият имперски главнокомандващ Йохан Церклас фон Тили загива в тази битка. Тогава император Фердинанд II повиква отново на служба Албрехт фон Валенщайн, който с наемна армия тръгва към северна Германия, заплашвайки комуникациите на шведите. Густав Адолф се вижда принуден да го последва и да се ангажира с няколко малки сблъсъка. През ноември двете армии се оказват около Лайпциг, където се състои сражението.

## Ход на битката
Денят се отличава с гъста мъгла, която забавя началото на битката. Тя започва добре за протестантите. Към 11 часа те атакуват слабото ляво крило на Валенщайн, където финландската кавалерия извършва блестящ пробив и всява паника. Налага се генерал Папенхайм да дойде на помощ с 3000 души, за да отблъсне противниците. При това усилие обаче той е смъртно ранен и опитът за контраатака се проваля. Битката продължава да се води от тази страна на бойното поле с настъпления и отстъплания на двете армии. Докато води подкрепления в тази посока, пада убит и шведският крал. Този факт обаче не става веднага известен и едва когато конят му е видян да галопира между двете армии, започва търсене. Открит е почти два часа по-късно и веднага е евакуиран в артилерийски фургон.
Междувременно шведското командване продължава да развива битката. Ветераните пехотинци от центъра атакуват противниковия център, макар че той е добре укрепен с окопи. Акцията им претърпява пълен провал — първо те са спрени от артилерийски огън, а после пометени от конницата, излязла от втори ред. Два от най-именитите шведски полка са почти унищожени. Точно тогава се понася слуха за смъртта на Густав Адолф и в шведските редици настъпва паника. Те започват отстъпление, спряно на линията на резерва извън обхвата на имперската артилерия. Вторият в шведското командване – Бернхард фон Сакс-Ваймар, поема поста главнокомандващ и се зарича да спечели битката. Но не неговите усилия, а вестта, че кралят наистина е убит, повдигат духа на армията. Решени да отмъстят, войниците тръгват напред и в унищожителна и за двете страни схватка успяват да изтикат Валенщайн от позицията му, завладявайки оръдията му. Имперската армия отстъпва в боен ред.
По време на отстъплението, вече след мръкване, Валенщайн среща 4000-та пехота, която цял ден е бързала на помощ. Той отхвърля желанието ѝ да предприеме контраатака, а я оставя да прикрива изморените му войници. Принуден да напусне Лайпциг и Саксония изобщо, той се оттегля в Чехия. Така победата в тази битка остава за протестантите и особено за шведите, но загубата на Густав Адолф се оказва по-тежка от стратегическите ползи. Не е изненадващо, че скоро шведите ще претърпят поражение в битката при Ньордлинген.